# 台湾菸酒公司
台湾菸酒股份有限公司（たいわんえんしゅ こふんゆうげんこうし、台湾煙酒株式会社）は、台湾の煙草（中国語繁体字：菸草）と酒類を製造・販売する国営企業である。通称台湾菸酒公司、略称TTL(Taiwan Tobacco and Liquor Corporation)。最も有名な製品に台湾ビールがあるほか、ワイン、日本酒、中国酒、ウイスキー、ラム酒などを製造している。日本統治時代の1901年に設置された台湾総督府専売局を発祥とする。2002年までは台湾における煙草とアルコールの製造販売を独占していた。
台湾のセミプロバスケットボールリーグである超級籃球聯賽の台湾ビールバスケットボールチーム（台灣啤酒籃球隊）のスポンサーとなっている。

## 歴史

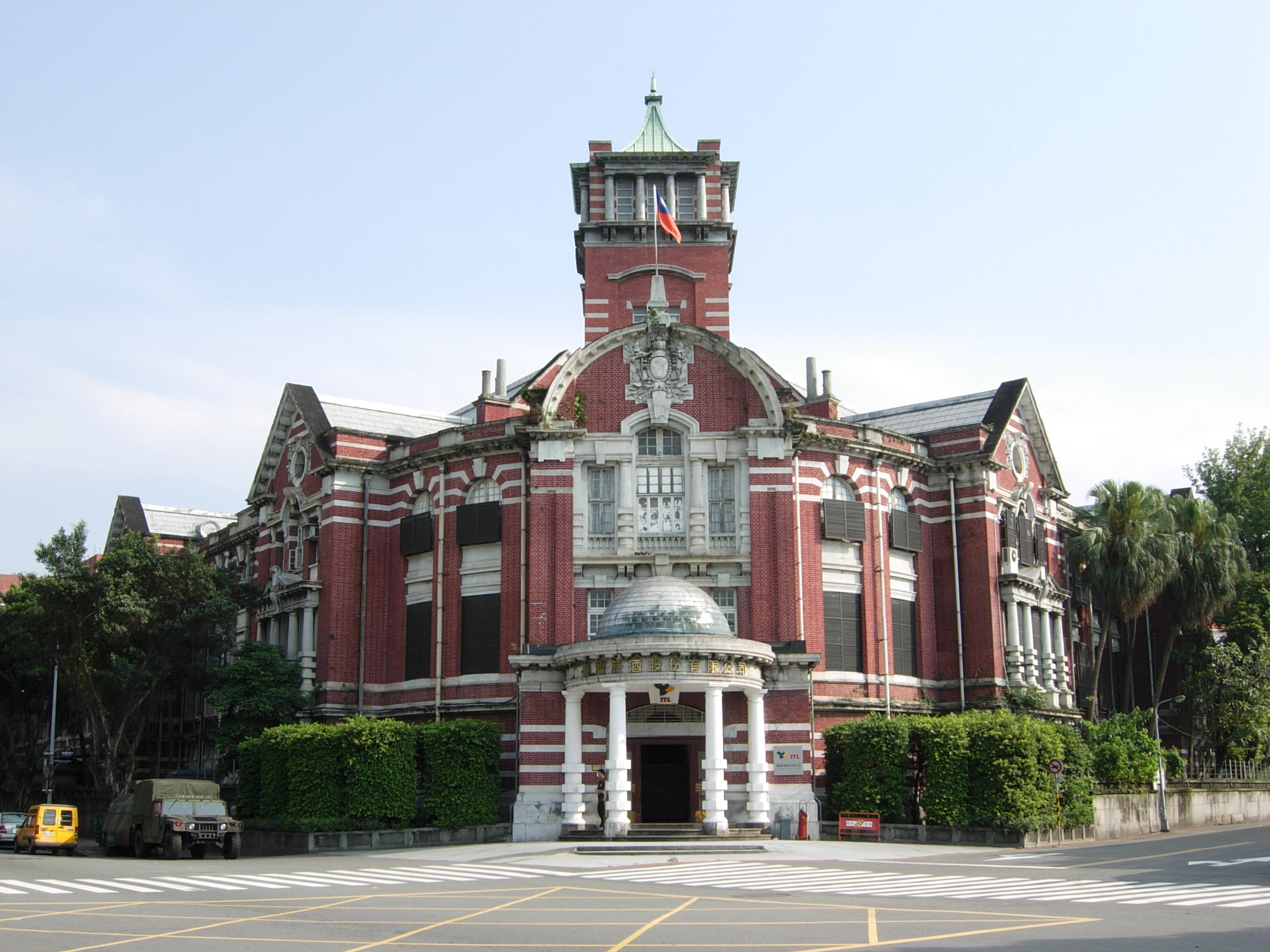
TTLの本社が置かれている台北市南昌街の専売局ビル

日本統治時代の1901年に設置された台湾総督府専売局を発祥とする。当時は台湾における全ての酒類、煙草、アヘン、塩、樟脳を専売していた。1919年に高砂麦酒を設立して台湾初のビール醸造を開始した。第二次世界大戦中にマッチ、度量衡儀器、石油も専売局が独占して取り扱うようになった。
1945年の終戦に伴い国民党政府により接収された後も、台湾省専売局として、アヘンを除く専売事業を維持した。高砂ビールは台湾ビールに改称され、その翌年には製造が専売局に移管された。
1947年に台湾省菸酒公売局に改称した。1950年代には食塩、度量衡儀器、マッチが専売対象から除外され、石油の専売事業は台湾中油に移管された。1960年代末に樟脳が専売事業から除外され、公売局の専売事業は煙草と酒類のみとなった。
2002年に台湾が世界貿易機関(WTO)に加盟するのに伴い、市場開放のために専売事業を廃止する法律が施行され、公売局は台湾菸酒公司に改組された。